# Wallen van Borgloon
De Wallen van Borgloon waren de omwalling van het Belgische stadje Borgloon.

## Geschiedenis
De eerste omwalling, vermoedelijk niet meer dan een houten palissade, liep ongeveer volgens het traject Kortestraat–Markt–Kroonstraat–Padonck.
De tweede stadsomwalling werd omstreeks 1200 aangelegd en omvatte vier poorten:
- Keulerpoort, Nerempoort of Akense poort, in het zuiden (huidige kruising Trapkensstraat/Graaf)
- Graethempoort, in het westen (huidige kruising Graethemstraat/Graaf)
- Wellerpoort of Hasseltse poort, in het noorden (huidige kruising Wellenstraat/Graaf)
- Steenpoort of Tongerse poort, in het oosten (Tongersestraat ter hoogte van de Graaf)

Nabij de Graethempoort, maar buiten de wallen, lag het Begijnhof van Borgloon.

## Heden
Reeds in een betrekkelijk vroeg stadium moeten de wallen geslecht zijn: op de Ferrariskaarten (1777) zijn deze reeds verdwenen. Ook de burcht van Loon bestond toen niet meer. Overigens werd het puin van de poorten pas in 1812 verkocht. Tussen 1870 en 1877 werd de kunstmatige heuvel, waarop de burcht was gelegen, eveneens geslecht.
Het tracé van de tweede omwalling is nog vrijwel geheel zichtbaar: Het verloopt langs de Graaf en de Kattesteeg en vormt bij benadering een ovaal om het centrum heen, waarbij de burchtheuvel een uitstulping in zuidwaartse richting vormt. Het tracé van de Graaf, feitelijk de voormalige stadsgracht, wordt nu gevormd door smalle stegen waarlangs slechts op bescheiden wijze bebouwing heeft plaatsgevonden.